# Cyathura profunda
Cyathura profunda är en kräftdjursart som beskrevs av Brian Frederick Kensley 1982. Cyathura profunda ingår i släktet Cyathura och familjen Anthuridae. Inga underarter finns listade i Catalogue of Life.